# Liste der Monuments historiques in Longwy
Die Liste der Monuments historiques in Longwy führt die Monuments historiques in der französischen Gemeinde Longwy auf.

## Liste der Immobilien
| Bezeichnung            | Beschreibung | Standort                       | Kennzeichnung | Schutzstatus | Datum     | Bild           |
| ---------------------- | --- | ------------------------------ | ------------- | ------------ | --------- | -------------- |
| Kirche St-Dagobert     | von 1683 bis 1690 erbaut, 1866/67 erweitert, Architekt Claude Jacquemin                                           | Place du Colonel Darche (Lage) | PA00106074    | Classé       | 1921      | weitere Bilder |
| Hôtel de Ville         | ehemaliges Rathaus, jetzt Verwaltungsgebäude; von 1731 bis 1746 erbaut, Entwurf Charles-François Touros de Millon | Place du Colonel Darche (Lage) | PA00106076    | Classé       | 1921      | weitere Bilder |
| Festung Longwy         | von 1679 bis 1684 angelegt, Entwurf Sébastien Le Prestre de Vauban; im 18. und 19. Jahrhundert ausgebaut          | (Lage)                         | PA00106075    | Classé       | 1913 1933 | weitere Bilder |
| Maison de l’Intendance | ehemals Zeughaus und Militärbäckerei, um 1700; heute Museum                                                       | 3 rue de la Manutention (Lage) | PA00106077    | Classé       | 1921      | weitere Bilder |
| Brunnenhaus            | kurz vor 1700 erbaut                                                                                              | Place du Colonel Darche (Lage) | PA00106078    | Classé       | 1921      |                |

## Liste der Objekte
| Bezeichnung                                 | Beschreibung | Standort                                        | Kennzeichnung | Schutzstatus | Datum | Bild |
| ------------------------------------------- | --- | ----------------------------------------------- | ------------- | ------------ | ----- | ---- |
| Skulptur Heilige Barbara                    | Stein, farbig gefasst, 16. Jahrhundert                                                                                                  | in der Kapelle Notre-Dame-du-Mont-Carmel (Lage) | PM54001630    | Inscrit      | 1996  |      |
| Skulptur Heiliger Gratus                    | Holz, farbig gefasst, erste Hälfte des 18. Jahrhunderts, von Nicolas Greeff d. J.; heute in der Kirche Ste-Trinité aufbewahrt           | in der Kapelle Notre-Dame-du-Mont-Carmel (Lage) | PM54001230    | Classé       | 2000  |      |
| Hauptaltar                                  | Altartisch, Altaraufbau und Retebale; Kalkstein, erste Hälfte des 16. Jahrhunderts, Gips- und Gusseisendekor, um 1858                   | in der Kapelle Notre-Dame-du-Mont-Carmel (Lage) | PM54001626    | Inscrit      | 1996  |      |
| Monstranz                                   | Silber, vergoldet, 1838 | in der Kirche St-Dagobert (Lage)                | PM54001620    | Inscrit      | 1996  |      |
| Hauptaltar                                  | Altartisch, Altaraufbau, Tabernakel und Baldachin; Marmor, Stuck, Bronze, teilweise farbig gefasst und vergoldet, 1925 von Georges Guët | in der Kirche St-Dagobert (Lage)                | PM54001621    | Inscrit      | 1925  |      |
| Zwei Skulpturen: Franziskanische Heilige    | Eichenholz, erste Hälfte des 18. Jahrhunderts                                                                                           | in der Kirche Ste-Trinité (Lage)                | PM54001625    | Inscrit      | 1996  |      |
| Kelch                                       | Silber, vergoldet, Email, 1598; heute in der Kirche St-Dagobert aufbewahrt                                                              | Gouraincourt, in der Kirche St-Jules (Lage)     | PM54001208    | Classé       | 1998  |      |
| Neugotische Monstranz                       | Silber, vergoldet, nach 1846, von Pierre-Henry Favier                                                                                   | in der Kirche Ste-Trinité (Lage)                | PM54001243    | Classé       | 2000  |      |
| Kruzifix                                    | Lindenholz, farbig gefasst und vergoldet, 17. Jahrhundert                                                                               | in der Kirche St-Dagobert (Lage)                | PM54001618    | Inscrit      | 1996  |      |
| Notre-Dame de Longwy                        | Skulptur einer Madonna mit Kind; Holz, farbig gefasst, 18. Jahrhundert                                                                  | in der Kirche St-Dagobert (Lage)                | PM54001619    | Inscrit      | 1996  |      |
| Zwei Skulpturen: Maria und Apostel Johannes | Stein, 17. Jahrhundert | in der Kapelle Notre-Dame-du-Mont-Carmel (Lage) | PM54001627    | Inscrit      | 1996  |      |
| Kruzifix                                    | Holz, farbig gefasst und vergoldet, um 1700                                                                                             | in der Kapelle Notre-Dame-du-Mont-Carmel (Lage) | PM54001628    | Inscrit      | 1996  |      |
| Skulptur Heiliger Eligius                   | Stein, farbig gefasst, 16. Jahrhundert                                                                                                  | in der Kapelle Notre-Dame-du-Mont-Carmel (Lage) | PM54001629    | Inscrit      | 1996  |      |